# Nordlandsbåd
Nordlandsbåd er en fælles betegnelse for traditionelle, klinkbyggede både byggede i Nordland, Troms eller Finnmark. Nordlandsbåden var i mange hundrede år den enerådende brugsbåd i Nordnorge. Fra Nord-Trøndelag i syd til Kolahalvøen i nordøst.

## Begyndelsen
Første gang, båden nævnes i de skriftlige kilder, er i 1500-tallet, men den er antagelig ældre end det, sandsynligvis fra Vikingtiden. Båden blev bygget de fleste steder, hvor der var adgang til skov. I begyndelsen, frem til midt i 1700-tallet, blev den stort set bygget af fyr. Man kløvede da stokken med kiler således, at man fik to bord af hver stok. I 1700-tallet begyndte man at bruge save og fik da muligheder for åt udnytte tømmer-stokken lang bedre. Man begyndte også på at anvende gran til bådbord. Gran er nemlig vanskelig at hugge med økse, fordi den har mange kviste. Nord for Saltfjellet, hvor der var lidt gran, fortsatte man med at bruge fyr. I løbet af 1800-tallet blev der behov for adskilligt flere både end tidligere, ikke mindst fordi indbyggertallet i fiskeriegnene voksede stærkt. Det fremvokste da enkelte håndværksbygder, hvor bådebygning blev en vigtig del af næringsgrundlaget. 
De forskellige størrelser af båden har haft forskellige brugsområder. De små både med 2-3 rum blev benyttede ved hjemmefiskeri, kortere rejser og småfragt indeskærs. Firroringer og de større typer blev særlig anvendt under de store sæsonfiskerier i Lofoten og på Finnmarken. Ofte da som juksa eller linebåd. Åttringen var en typisk linebåd, mens fembøringen normalt blev brugt som garnbåd. Åttringen og fembøringen blev også anvendt til fragt af tørv, tørfisk, hø, husdyr og lignende. Uanset størrelse blev bådene bygget på samme måde, såkaldt klink-bygning. 
Nordlandsbåden har traditionelt været sejlet med råsejl, men i slutningen af 1800-tallet begyndte man at eksperimentere med en mere moderne type sejl. Da så motoren begyndte at vinde frem, fra 1910, blev det almindeligt at udstyre nordlandsbåden med motor og dæk for dermed at få en mere tilpasset båd. Her lå forløberen til en bådtype, som på mange måder har overtaget nordlandsbådens centrale rolle som brugsbåd og kultursymbol, nemlig sjarken.
I slutningen af 1800-tallet blev også andre bådtyper taget i brug i fiskerierne, både åbne både og både med dæk, og de traditionelle nordlandsbåde blev mere og mere usædvanlig. De nye typer var ofte finneidbåde og listerbåde. De mindre størrelser af den "klassiske" nordlandsbåd blev i stor udstrækning byttet ud med spissbåter; ranaspisse og saltdalspisse, og senere, som sagt, den modernere sjarken.

## Byggemåde
Klink-bygning indebærer, at bordene lægges uden på hinanden og klinkes sammen med bådsøm. Efter, at bordene er klinket, sættes spanterne på plads. Forrest og bagest sømmes bordene fast i de høje karakteristiske stævne. Bådebordenes tykkelse vokser med bådens størrelse.
De er bygget som det bedste kompromis mellem en båd, som skal være manøvredygtig for både årer og sejl, men også være så let som mulig at trække på land for at ikke blive slået til pindeved i fjæra. Stærk konkurrence mellem fiskere gjorde, at fiskeværene, som de roede ud fra, lå så langt ude i havet og nær fisken som muligt. Kysten langs Nordnorge er udsatte for vejret, og der gik lang tid, før man fik havneanlæg, som beskyttede bådene godt nok mod dårligt vejr. 
Udseendemæssigt kendetegnes en nordlandsbåd af stævnen, som står næsten lodret op af vandet, og af et langt, let og slankt skrog. På indersiden af ripbordet, stående på det øverste bord i siden, er de trekantede lyroddene. De skal følge stævnen omtrent halvvejs oppe fra det sted, hvor ripbordet slutter, og mod stævntoppen. Gennem nordlandsbådens historie voksede stævnhøjden med tiden, og gav efterhånden båden et visuelt udtryk, som minder om en økse, som kløver havet. Den høje stævn går igen i agterenden. Et andet træk, som er bare de mindste færingingene ikke har, er krydstokken på fremstævnen. Dette er et horisontalt stykke som bruges til at lægge tov, årer og master på for at skåne ripa. 
Bådetypen blev bygget i store mængder, der hvor der fandtes tømmer til bygningen. Det vides, at Saltdal, Rana, Vefsn og Bindal var blandt de største byggesteder i 1800-tallet. Gran blev brugt mest i Bindal og Rana, mens bådene i Salten ofte blev bygget med tømmer af fyrretræ. 

## Oversigt over størrelser af nordlandsbåde
Oversigten over ulige størrelser af nordlandsbåde er en relativ oversigt. Båden findes i meget forskellige størrelser, men det er ingen eksakte standardlængder; antal fod går på skøn hos bådebyggeren og brugen båden er tiltænkt. De fleste størrelser er de samme som på store dele af resten af kysten, og en del af betegnelserne er også de samme, mens nogen kun findes på nordlandsbåde, for eksempel betegnelsen 'fembøring'.
Færingen er grundbåden i systemet, og den er omkring 14 fod. De største både var omkring 44 fod, men der findes flere beretninger om ekstra store fembøringer. Den største, som nævnes i litteraturen, er på 58 fod. Af de omkring 160 opmålte nordlandsbåde findes det således næsten ikke to lige lange både. De har omtrent alle sammen forskellige længder. På trods af dette findes der allikevel flere ulige kategorier med eget typenavn. Navnet kunne variere i ulige regioner i Nordnorge.
Det er i princippet to måder at angive størrelser på. Enten æring-systemet som angiver antallet af årepar, eller at angive antallet af hele og halve rum. De halve rum får lidt forskellige benævnelser efter hvilket antal af hele rum, som båden har. Hundrom, kobbrom og bunkerrom har alle norrønt ophav, og beskriver et lille lasterum i båden.      
- Færingen

Også kendt som: kjeks, sjun, toroms eller to-roring. Den er mellem 14 og 16 fod.
Den har to rum, framrum og agterrum, i tillegg til framskott og etterskott. Kan ros med to par årer.
- Halvtredjerømming

Også kendt som kjeks og hundromsfæring (æring-system) . Den har i tillegg et halvt rom på midten mellem framrommet og atterromet, og er rundt 17 fot.
- Trerømming

Også kendt som, seksring eller treroring (efter æring-systemet). Båden har 3 hovedrum: framskott, midtrom og attrom. Den er rundt 20 fot og har tre par årer.
- Halvfjerderømmingen

Er også kendt som treogenhalvroms, kobberomsbåt (kobring) og bunkeromsbåt. Den er omkring 22 fod. Ros også med tre par årer, men har et halvt rum mere end seksringen framrom, halvrom (bunkerrom kobberrom), bakrom (attersegla), atterrom (høvedsmannsrom).
- Firroringen

Firroringen rundt 24 fod og har fire par årer. Den har 4 rum: framrom, fremmersegla, bakrom (attersegla) og atterrom (høvedsmannsrom). I firroringen er framskottet rummeligt nok til at nogen havde et ekstra årepar og en løs tofte således, at en mand kunne sidde her og andøyve (holde båden i ro mod vinden), mens de andre fiskede. Dette kaldtes da for en skottkeiping.
- Halvfemterømmingen

Også kendt som kobberomsbåt (kobring) og bunkeromsbåt. Den har et halvt rum mere end firroingen og er omkring 28-30 fod. Framrom, fremmersegla, halvrom (kobberom, bunkerrom), bakrom (attersegla), atterrom (høvedsmannsrom). Også denne type var ofte skottkeipinger.
- 5 rums Åttringen

Den er omkring 34 fod. Rummene har benævnelserne framrom, fremmersegla, attersegla (steinrom), bakrom, atterrom (høvedsmannsrom). Længere mod syd i Norge bruges begrebet åttring om en båd med fire rum og fire årepar. Oprindelig var dette nok også tilfældet i Nordborge, men navnet blev forbundet med brugen af båden, ikke størrelsen. Så når båden voksede med et helt rum, så fik bådene med fire rum ny betegnelse.
- 6 rums Seksroring

Havde fem årepar og var også kendt som storåttring, og fembøring. Båden var mellem 34 og 42 fod og havde disse rum: skottrom, framrom, fremmersegla, attersegla (steinrom), bakrom, atterrom (høvedsmannsrom). Begrebet seksroring var i senere tid næsten forsvundet helt fra brug, men dette var den "oprindelige" fembøringen. Det var ikke før sent i nordlandsbådens historie, at det lønnede sig for fiskebåde at være større end dette.
- Fembøringen

Er den største nordlandsbåd og har fem eller seks årepar. 1: skottrom, 2: framrom, 3: fremmersegla, 4-5: attersegla (steinrom), 6: bakrom, 7: atterrom (høvedsmannsrom). Den kunne blive op til 48 fod. Ophavet til begrebet er uklart, men det kan komme af at det gammelnorske ordet fimr/fem, som beskriver en som er rask. Sammen med begrebet byrding eller børing som var et lastefartøj ville dette betyde, at størrelsen oprindelig var de mindste og hurtigste lastebåde.
- Stor-fembøring

Er en betegnelse for de ekstra store fembøringerne. 1: skottrom, 2: framrom, 3-4: fremmersegla, 5-6: attersegla (steinrom), 7: bakrom, 8: atterrom (høvedsmannsrom). I Gratangen i Troms tales der endnu om en enorm fembøring på 52 fod, som blev bygget der. Men så store både var sjældne og begynder at trække mod tendringer, som var rene lastebåde.
| Rum   | Benævnelse        | Længde i fod |
| ----- | ----------------- | ------------ |
| 2     | Færingen          | 14-16        |
| 2 1/2 | Halvtredjerømming | 17-18        |
| 3     | Trerømming        | 19-21        |
| 3 1/2 | Halvfjerderømming | 21-23        |
| 4     | Firroring         | 23-25        |
| 4 1/2 | Halvfemterømming  | 26-30        |
| 5     | Åttring           | 28-34        |
| 6     | Seksroring        | 34-42        |
| 7     | Fembøring         | 41-48        |
| 8     | Fembøring         | 45-52        |

## Typer af nordlandsbåde
| Flere af de forskellige byggeområder, som er nævnt, har lidt uens typer af nordlandsbåde, men det er usikkert hvor store forskellene på disse distrikttyper er. I begyndelsen af 1900-tallet blev der bygget egne sneiseilbåde, både som var beregnet for gaffelrig i stedet for råsejl, og som derfor måtte være noget bredere og dybere end råsejlbådene. Og i første halvdel af 1900-tallet blev der bygget nordlandsbåde tilpassede indenbordsmotor, tydeligere bredere og dypere end andre nordlandsbåde, for eksempel motorseksring og motoråttring. Før ca. 1860 havde nordlandsbåden en lavere form, uden vaterbord og/eller skvettrip, og stejle, men buede stævne, og blev fra omkring midten af 1800-tallet kaldt for Krumstevning for at skelne dem fra de "moderne", ret-stævnede nordlandsbåde. Også disse havde store lyrodder, lige høje og endnu bredere end på de "moderne" nordlandsbåde. I fiskerierne gik krumstævningene efterhånden ud af brug, erstattet af de "moderne" nordlandsbåde med de rette stævne. I slutningen af 1900-tallet "genopstod" denne krumstævningstypen, og er nu relativt udbredt til fritidsbrug. |